# Забережный, Алексей Дмитриевич
Алексей Дмитриевич Забережный (род. 7 октября 1960 года) — российский вирусолог, член-корреспондент РАН (2019).

## Биография
Родился 7 октября 1960 года.
Окончил в 1983 году кафедру биофизики Московского инженерно-физического института (с 2009 года — Национальный исследовательский ядерный университет «МИФИ»). 
С 1983 года по настоящее время работает в Всероссийском НИИ экспериментальной ветеринарии имени Я. Р. Коваленко, где прошёл путь от старшего лаборанта до руководителя лаборатории биохимии и молекулярной биологии и заместителя директора института по научной работе.
В 1988 году — защитил кандидатскую диссертацию, тема: «Физико-химические характеристики парвовируса свиней и его компонентов».
В 2004 году — защитил докторскую диссертацию, тема: «Получение рекомбинантных вирусов классической чумы свиней и респираторно-синцитиальных вирусов человека на основе инфекционных копий их геномов».
В 2010 году — присуждено учёное звание профессора.
С 2011 года по настоящее время — научный редактор журнала «Вопросы вирусологии».
В 2019 году — избран член-корреспондентом РАН.

## Научная деятельность
Специалист в области вирусологии.
Автор свыше 200 научных печатных работ, в том числе 12, относящихся к монографиям, учебникам и методическим рекомендациям.

## Награды
- Медаль «В память 850-летия Москвы»
- Серебряная медаль ВДНХ СССР